# 五月危機
フランスの五月革命（ごがつかくめい）は、1968年5月に起きた、フランスのパリで行われた新左翼が主導する一斉蜂起の開始から、翌月の議会選挙で シャルル・ド・ゴール政権への多数派国民による支持が判明し、急速に鎮静するまでの期間を指す。五月危機ともいう。

## 概要
パリ郊外に1963年に新設されたパリ大学ナンテール校にて、1968年3月新左翼学生による占拠事件が発生し、同年5月10日には大学当局による学校閉鎖へ抗議する新左翼学生たちがパリ市内に結集し、警官隊と衝突した。同年5月13日には新左翼学生を支持する一部の労働者・市民が学生支援デモを行い、混迷は5月末まで続いた。ド＝ゴールは5月30日に国民議会を解散し、世論の実態を問う総選挙を行うことを宣言し、事態の収拾にあたった。ジョルジュ・ポンピドゥー首相はフランスを「共産主義の脅威」に直面してるため、デモに参加していないサイレント・マジョリティーに「共和国防衛」を訴え、声を上げようと呼びかけた。翌6月に行われた総選挙はフランス国民多数派による新左翼暴動への反発からド＝ゴール派が圧勝し、危機は去った（en:1968 French legislative election）。フランス語では「Mai 68」、英語では「May 68」と表記する。
「パリ五月革命が直接シャルル・ド・ゴール政権を倒した」という言説は誤謬であり、ド・ゴール政権は共産主義者の脅威にフランス国民が選挙でNOを突き付けるように呼びかけた。そして、5月危機最中の民意を問う1968年6月の国会選挙でも圧勝し、新左デモ側はフランス国民のノイジーマイノリティであることを示した。ド・ゴールの辞任は、「1969年3月の金価格高騰」によるゼネストが巻き起こったことにある。同年翌4月にド・ゴールはこれを受けて、辞任することになった。

## 共産主義・新左翼の影響
五月革命では、キューバ革命のチェ・ゲバラと文化大革命の毛沢東ら共産主義者が運動のアイコンとして掲げられた。背景にはフランス革命からロシア革命、キューバ革命、文化大革命へと至る「革命の歴史」があり、それを高度経済成長に湧くパリの学生が導き、各国の学生運動に熱をふりまき、より拍車をかけた。
1960年代後半、欧米、日本を中心とした世界の新左翼若者は、学生運動によってお互いの理念、思想、哲学を共有し、激しい政治運動を行った。これによって国の枠組みにおさまらない対抗文化（カウンターカルチャー）や反体制文化（ヒッピー文化）を構成するユートピアスティックな「世界的な同世代」という世代的な視座が加速度を増してゆく。以降、より自由に世界とコミュニケーションできるようになった学生は発言権を強めるようになり、フランスの現代化を推進させたとの意見もある。それはロックや映画、ファッション、アニメ、アートなどに影響を与えたとされる。

### デモ支持派における毛沢東主義への憧れ

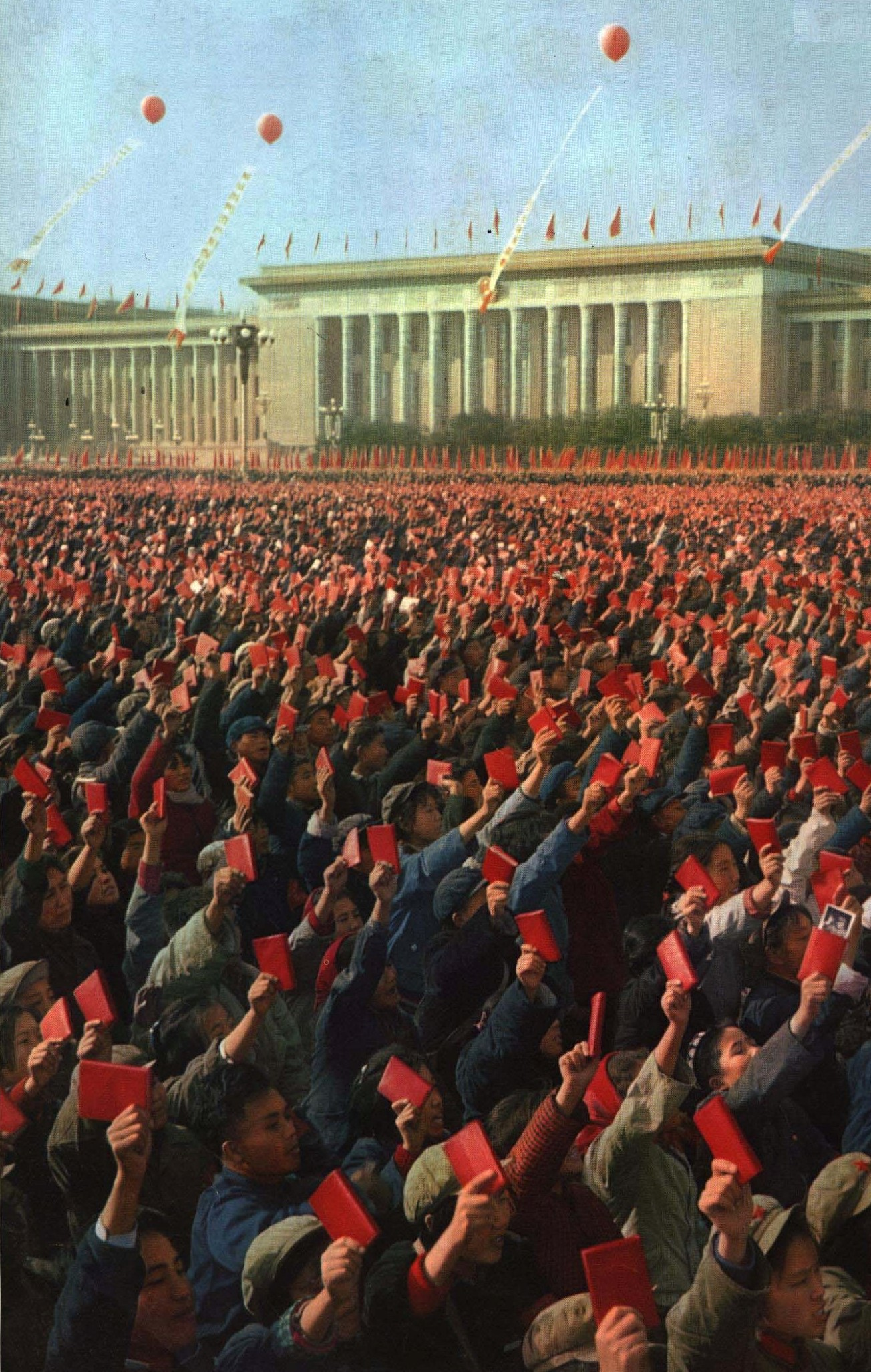
文化大革命の紅衛兵。五月革命当時のフランスではまだ文化大革命の実態は知らされておらず、フランス人のあいだでは毛思想への過剰な期待がふくらんでいた。

当時のフランスでは赤い中国のGrand Timonierこと毛沢東の著書「Le petit livre rouge de mao」（「毛主席語録」）が流行していた。それはパリのENS（高等師範学校）の学生たちを通じてひろまり、左派知識人たちを活気づけ、学生や労働者を団結させる思想だった。学生はアメリカの覇権主義に反対するモデルとして毛沢東思想の書籍を読んだ。したがって中国への憧れも「五月革命」には投影されている。ただその憧れは思想的に深められることがなく、ロマンチシズムの色彩が濃かった。さらに当然なことながら、学生には政府を転覆させる力はなかった。つまり本物の武力による革命ではなくて、学生時代のモラトリアムな革命だった。
```
「
造反有理
」をかかげた日本の1960年代の安保闘争同様、有権者の多数派の支持は得られず、現実の選挙・議会構成には大きな影響をおよぼすことがなかった。
```

## 騒動以前の戦後フランスの状況

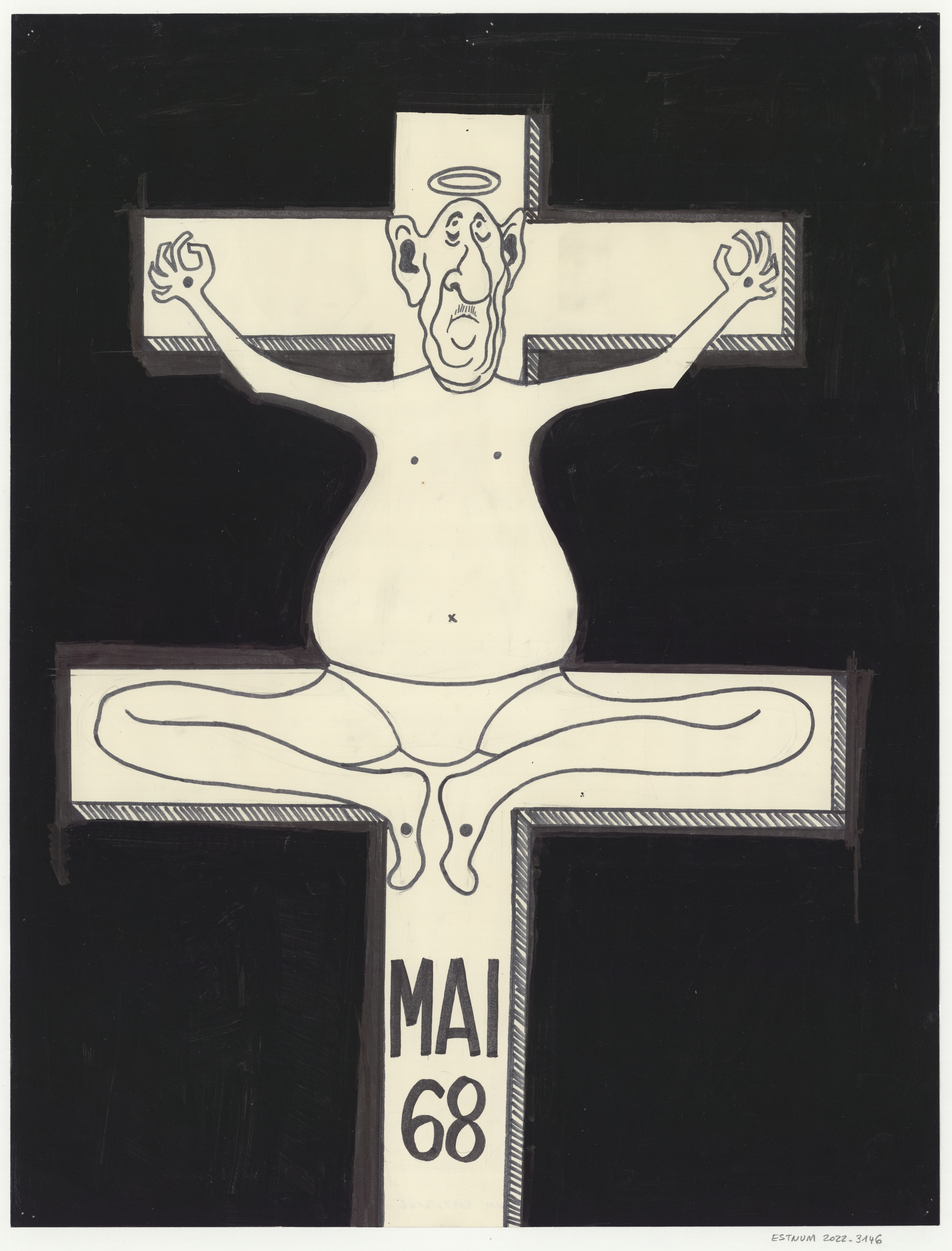
五月革命中のド・ゴールを風刺したポスター

第二次大戦が終わって植民地帝国だったフランスは第四共和政という政権の安定しない政治体制に移行した（1946-1958）。このあいだにベトナムとアルジェリアという2つの旧植民地独立の挑戦をうけ、インドシナ戦争（1946-1954）とアルジェリア戦争（1954-1962）に派兵した。インドシナ戦争で苦戦を強いられたフランス軍は1953年ディエンビエンフーで敗れ、ベトナムからの撤退を余儀なくされる。さらにフランスはアルジェリアの植民地維持に固執し、議会の混乱を招くと、泥沼のアルジェリア戦争（1954）へと突入してゆく。第四共和政が明確なリーダーシップを採りえない体制であったことから、第二次大戦の国民的英雄ド・ゴール将軍はより大統領権限の強化された第五共和政を樹立（1958）し、アルジェリアやアフリカ各国の独立を容認した。

## タイムライン
1968年3月15日付日刊紙ル・モンドにジャーナリスト、ピエール・ヴィアンソン=ポンテは「現在、私たちの生活を定義するものは退屈だ」、「フランス人は退屈だ。彼らは世界を揺るがす激動に参加していない」と書いた。その後の出来事は、「退屈」が反乱の強力な触媒として作用したことを示唆している。

### 1968年3月22日

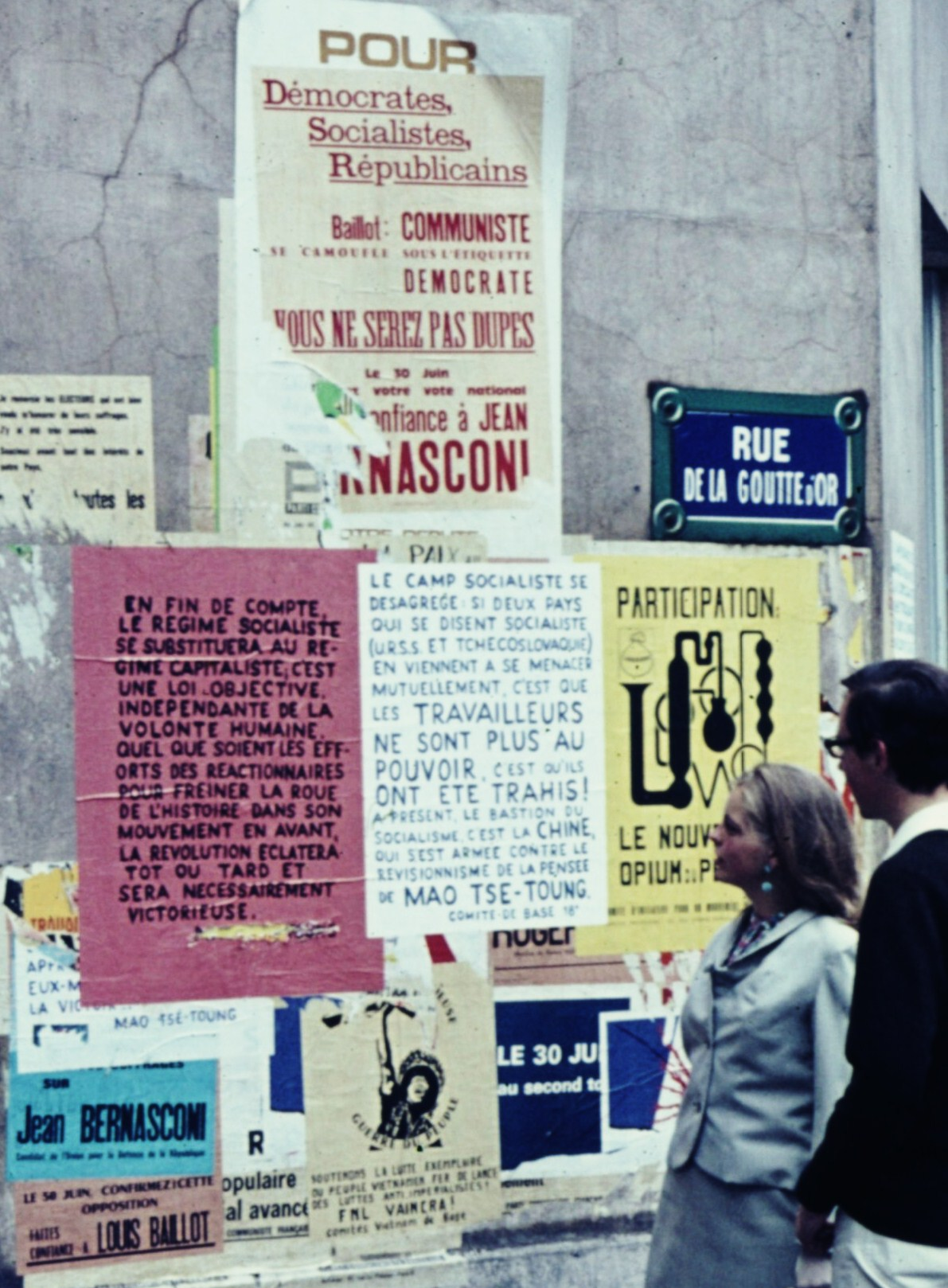
1968年のパリ。壁一面に張られた政治的主張のポスター。なにより多様でカラフルでポップだった。五月革命のヴィジュアルはゴダールとポスターの色彩で彩られる。

1966年以降に起こったストラスブール大学の学生運動、教授独占の位階体制に対する民主化要求や既存の学生運動組織だったフランス全国学生連盟（UNEF）、官僚主義への反発などが火種となり、やがて運動は1964年に創立したばかりのパリ大学ナンテール分校（現在のパリ第10大学、ちなみにサルコジ大統領、マクロン大統領もここの卒業生である）へと波紋をひろげ、1968年3月22日にはベトナム戦争反対を唱える国民委員会5名の検挙に反対する学生運動へと発展、ソルボンヌ（パリ大学）の学生の自治と民主化の運動へと継承された。
のちに欧州議会の議員となったユダヤ系ドイツ人、赤毛のダニーこと「ダニエル・コーン＝ベンディット」、フランス西部レンヌで美術教師となった全学連（UNEF）の副リーダージャック・ソヴァジョ、国家教育名誉査察官になった反＝スターリニズムの毛沢東主義者、アラン・ジェスマル、革命共産党連盟（LCR）のスポークスマンになったトロツキスト、アラン・クリヴィンネらの指導者があらわれ、一部の労働者も学生に賛同して、運動は労働者にも波及してゆく。3月29〜30日、ナンテール校の授業は中断された。

### 1968年5月1日
極右の学生組織「オキシデンタル・グループ（Occidental group）」がナンテール校を攻撃しようとしているという噂が広まり、緊張が高まった。

### 1968年5月2日
ソルボンヌの学生組合ビルの一部が燃え、オキシデンタル・グループによって非難される。ダニエル・コーン＝ベンディットを含む7名ものメンバーは3月22日の運動の件で懲戒委員会に呼び出される。

### 1968年5月3日
ナンテール校の学部長はキャンパスの閉鎖を決定する。追放された学生およそ500名は、ソルボンヌ校を占拠する。それを追い払おうとする警察、フランス共和国保安機動隊（CRS）、大学当局と対立。100名以上の負傷者、20名の重傷者、数百名の逮捕者をだす。ソルボンヌ校は閉鎖された。学生はパリ市街ラテン地区のストリートへと雪崩れこみ、バリケードを築いた。オデオン座、カルチエ・ラタンを含むパリ中心部で大規模なデモがおこなわれ、警察がカルチェ・ラタンへ踏みこんでこれを弾圧、いわゆる普通の学生もデモに参加し、区別のつかなくなった警察に無関係な一般市民も巻きこまれた。

### 1968年5月6日
再びカルチエ・ラタンおよびラテン地区で激しい衝突がおき、600名の学生と345名の警察官が負傷、422名が逮捕された。フランスの各地で高校生や大学生による連帯ストライキがおきた。7日、全学連（UNEF）が呼びかけた4万人デモがおこり、大学の再開を主張した。警察はカルチエ・ ラタンから撤退し、学生たちの「解放区」になった。9日、労働総同盟（CGT）とフランス民主労働総同盟 (CFDT)  とが会合する。

### 1968年5月10・11日
米国とベトナムの交渉に参加する代表団の安全確保のため、警察の増員部隊がパリに到着した。全国高等教育職員組合 (SNES) が警察による抑圧を非難し、高校生によるさまざまな行動委員会が組織された。フランス放送協会 (ORTF) は、一連の出来事の放送を禁止した。国民教育相と学生の交渉が行われるが，これは決裂に終わる。学生、労働者バリケードを築き、カルチエ・ラタン一帯を占拠し（「バリケードの夜」）、転がされた車が燃えた。警察251名、学生102名など計377人が重傷、418名が逮捕され、およそ60台もの車が燃やされた。警察の強硬な反応に学生と一般市民は団結を強めた。11日、それぞれの組合が共同で13日のデモ、ゼネスト決行を宣言した。フランス各地でのデモや占拠は続く。ポンピドゥー首相は学生達の要求に譲歩を見せた。

### 1968年5月13日
労働組合（CGT、CFDT、FEN）と左派政党は学生支援のために24時間のストライキを呼びかけた。約80万人もの教師、組合員、政治家がパリの通りに集まる。ジョルジュ・ポンピドゥ首相は、ソルボンヌの再開を発表することで状況を落ち着かせようとした。学生は恒久的な占拠を宣言する。討論と会議は昼夜を問わずに行なわれた。

### 1968年5月14日
シャルル・ド・ゴール大統領は、ルーマニアに公式訪問。ストライキは多くのルノー工場に波及し、およそ50もの工場が労働者に占拠され、工場の責任者は労働者の手によって拘束され、工場に「赤い旗」が掲げられた。5月17日までに20万人がストライキを決行、この数字は翌日のストライキで200万人にふくれあがり、その後1週間でフランス人労働者のおよそ2/3にあたるおよそ1千万人が参加したと言われる。

### 1968年5月15・16日

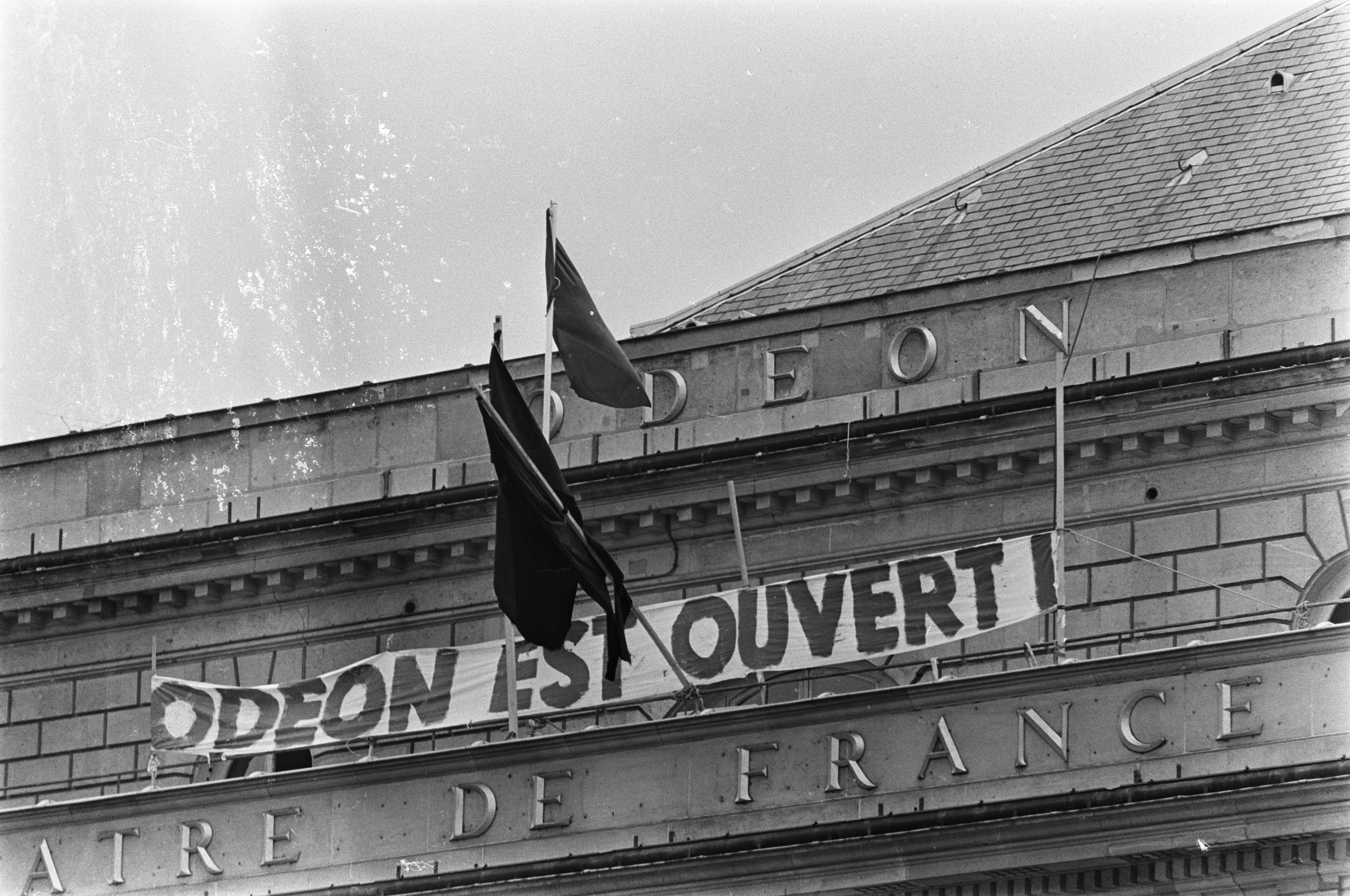
学生に占拠され、旗がひるがえるパリ・オデオン座。パリは瞬間的に新勢力に占拠され、またもとの日常へともどっていった。

ル・フィガロ紙が「権力はストリートにある」と報道。パリ、オデオン座を学生が占拠。タクシ―運転手たちがストライキを宣言。16日、より広域にデモとストがひろがる。

### 1968年5月17・18・19日
17日、フランス共産党が左派の共通プログラムを呼びかけ、鉄道（SNCF）もストライキ。18日、極右勢力による反共産主義デモが行われ、ストラスブール大学で自治が宣言される。19日、フランス国鉄・パリ市交通公団・郵便通信電話局でストライキ、燃料不足が始まる。

### 1968年5月20日
ほとんど全てのセクターでゼネストに近い状態になった。全学連（UNEF） とフランス民主労働総同盟（CFDT）が記者会見をひらき、談上の「労働者と学生の闘争は同じである」という語はスローガンとなり、教師達の組合の枠を超えてストライキがひろがるきっかけとなった。フランス放送協会（ORTF）は放送を中止する。

### 1968年5月21日
銀行や繊維産業等も含めた大規模なゼネスト、フランスの交通システムはすべて麻痺状態に陥った。

### 1968年5月22日
フランスでは800万人以上の人々がストライキを行なった。ドイツを旅していたダニエル・コーン＝ベンディットはフランスへの再入国を拒否される。

### 1968年5月24日
パリ市庁舎や証券取引所を学生が襲撃、20万人の農業労働者や各大学もストライキに突入し、カトリック教会でも学生の要求に親和的な意見が高まる。デモはパリ市街をまわり「人民政府」を要求。はじめて2人の死者を出す。テレビ演説でド・ゴール大統領は国民投票を提案して世論を取り戻そうとしたが、演説はほとんど影響を及ぼさず、抗議者は辞表を要求した。ラテン地区での衝突で456人が負傷し、795人が逮捕された。ストラスブール、ボルドー、ナント、リヨンでも衝突が起こり、警察官がトラックで押しつぶされ、死亡している。

### 1968年5月25日
ド・ゴール主義の国務長官ジャック・シラクが主宰で労働者、国、雇用主組織のあいだでの三者間会議が催される。

### 1968年5月27日
政府、労働組合、および雇用主連合間の交渉が社会雇用省（Minister of Social Affairs and Employment）にて行われる。交渉の結果、最低賃金が3分の1上昇し、労働組合への公的権利が確立される「グルネル協定（Grenell agreements）」が締結された。一部強硬派は合意を不服とし、ストライキを続けた。ダニエル・コーン＝ベンディットは秘密裏にフランスに戻る。

### 1968年5月29日
全国規模でデモがおき、パリに共産主義者80万人が集まり、「人民政府！」を連呼した。ド・ゴールは秘密会議を招集する。

### 1968年5月30日
ド・ゴール大統領はドイツから帰国し、フランス軍のジャック・マシュ将軍の支援を求めた。ド・ゴールはラジオ放送を行ない、辞任を拒否するが、国会を解散すると述べた。その夜、何十万人ものド・ゴールの支持者、いわゆる「サイレント・マジョリティ」がパリのシャンゼリゼ通りを行進した。

### 1968年6月
公共および民間労働者の大部分は仕事に戻ったが、余波としての散発的な暴力は続いた。警察、学生、労働者が別の事件で、3人が死亡した。
6月23日および30日の第1回、第2回の総選挙で、ド・ゴールに近い政党が大勝利を収めた。

### 1968年7月10日
ド・ゴール大統領はモーリス・クーヴ・ド・ミュルヴィルを首相に任命した。

## デモ参加学生の内部
1938年、フランスの大学生は6万人にすぎなかった。それが1961年に24万人、1968年時点には60万5,000人にまでふくれあがっていた。

### 新左翼と左翼の混在
実際に五月革命を主導していたのは、「反スターリニズム」的、「反ソヴィエト連邦」的な新左翼グループだった。デモはトロツキスト、マオイスト（毛沢東主義者）、アナーキスト、学生、労働者、市民、状況主義者（シチュアニスト）らと、フランス社会党やフランス共産党など旧来の左翼の混合部隊だった。これらの性質の違う、さまざまなグループが雑多に集まり、運動を高揚させていったところに、この革命の特徴がある。

#### 新左翼(反ソ連共産党)

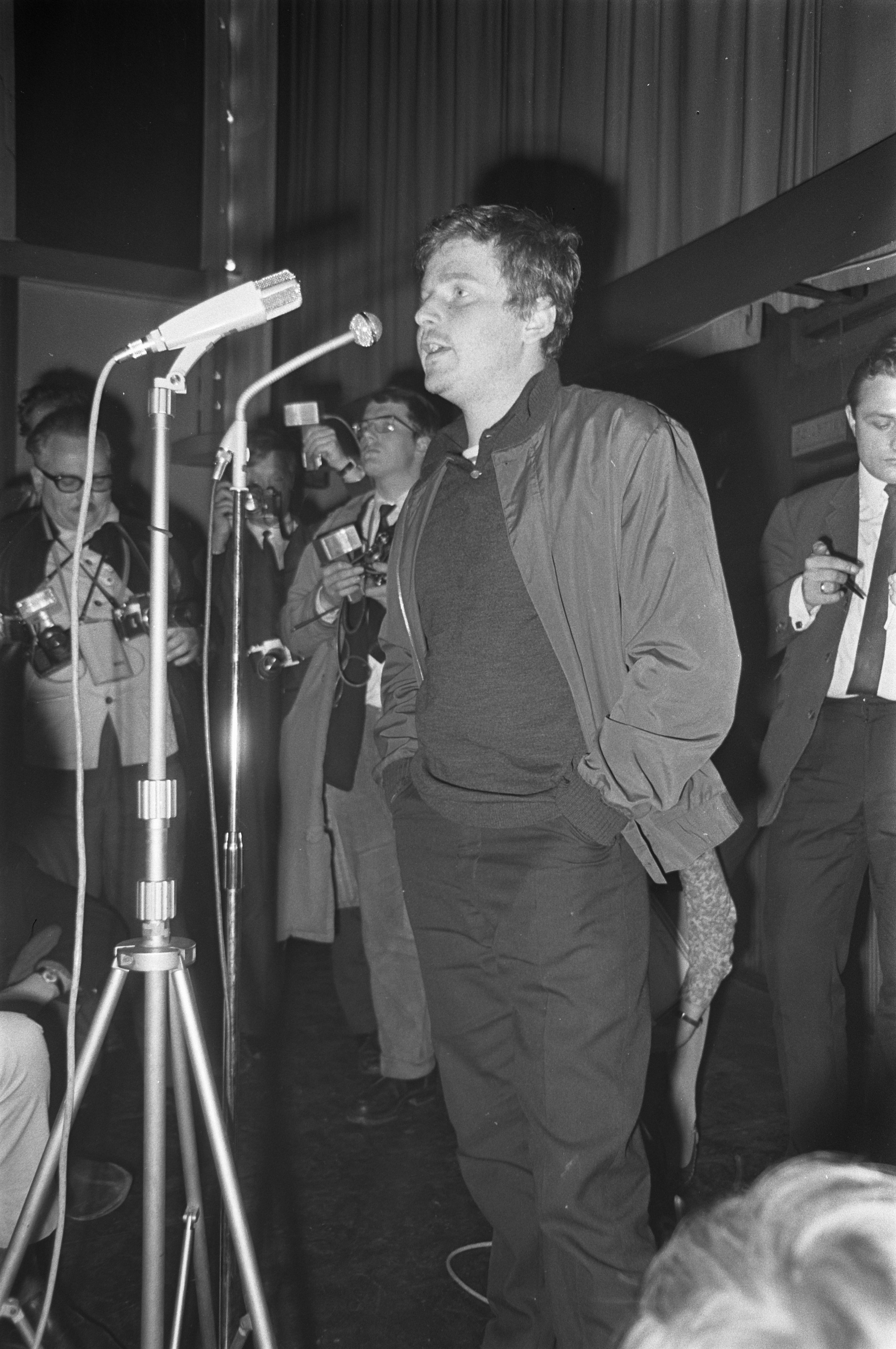
「赤毛のダニー」こと、ダニエル・コーン・ベンディット。五月革命というとフランス人が先導していたと思いがちだが、先導していたのはドイツ人移民だった。

ソ連と関係が深かった「スターリン主義」的なフランス共産党は、当初は影響下にある労働総同盟（CGT）を通じて労働者のストライキを組織した。だが、当時の共産党幹部ジョルジュ・マルシェは運動のリーダーであるダニエル・コーン＝ベンディットら”ソ連を非難する急進的な学生運動”を「アナーキストのドイツ人」と否定、バリケードを構築しての衝突や街頭占拠をすすめる学生や労働者を「トロツキスト」と非難した。党や労働総同盟には学生主導のストライキを組織する力はなく、逆に学生や労働者のほうがより時代にあった根本的な要求をかかげていた。さらに五月革命には党や組合によって、組織されたものではない運動の自由で自発的な性質があり、「反＝組合」「反＝共産党」の幸福感があった。同じようにスターリン主義に幻滅していた、無神論的実存主義の哲学者ジャン・ポール・サルトルが学生運動家に接近した。

### 政権との総選挙と最低賃金引き上げ約束
政治生命の危機に直面したシャルル・ド・ゴール大統領は、国民議会を解散し、あくる6月に総選挙をすることを約束した。解散にさきだつ5月27日、政府は労働組合との賃上げ交渉に寛大にこたえるかたちで事態の鎮静化をはかった。その結果、学生と労働組合はよりよい条件の「グルネル協定」（すべての賃金の10％上乗せと最低賃金の35％引き上げ）を締結した。

## 著名人の反応
- ジャン・ポール・サルトル＝戦後フランスを代表する哲学者。左翼だが、ソヴィエト政権に批判的だったサルトルは五月革命を熱烈に支持した。革命運動のリーダー、ベンディットとインタヴューもしている。サルトルはキューバにも訪れ、カストロやチェ・ゲバラを知っており、学生の革命に肯定的だった。
- アンドレ・マルロー＝保守派で反ファシズムの文学者。1968年当時文化大臣だったマルローは同時にレジスタンス時代に知り合ったド・ゴール大統領の熱心な支持者でもあった。マルローの忠誠心は5月30日の「ドゴール支持」のデモへとつづく。終生をつうじてその熱い忠誠の思いはかわることはなかった。

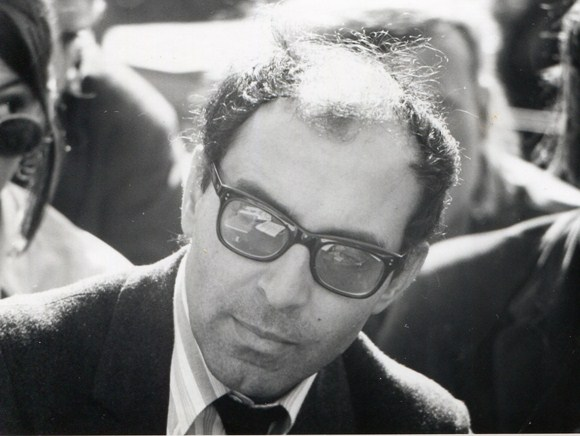
ヌーヴェルヴァーグを代表する映画監督ジャン・リュック・ゴダール。時代の空気を読むことに長けていたゴダールはそれ以前から五月革命を予見するような作品を撮っていた。著書「ミル・プラトー」で有名なポストモダン哲学者ジル・ドゥルーズはゴダールの姿勢を擁護している。

- ヌーヴェルヴァーグを代表する映画監督ジャン・リュック・ゴダール。時代の空気を読むことに長けていたゴダールはそれ以前から五月革命を予見するような作品を撮っていた。著書「ミル・プラトー」で有名なポストモダン哲学者ジル・ドゥルーズはゴダールの姿勢を擁護している。ジャン・リュック・ゴダール＝ヌーヴェルヴァーグ（新しい波）の映画監督。すこしづつ政治的なモチーフに関心を示すようになったゴダールは、五月革命に先だつ1967年に「中国女」というマオイズム（毛沢東主義）的な映画をつくった。この映画はナンテール校の生徒たちに強い影響を与えた。実際五月革命はゴダールのイメージで充満していた。ちょうど五月に開催予定だったカンヌ国際映画祭に対し、トリュフォーやポランスキーらと祭の中止を要求したが認められず、彼らの作品の上映はなくなった（カンヌ映画祭粉砕事件）。
- ルイ・アルチュセール＝マルクス主義の哲学者。アンチ＝スターリニスト。思想面で大きな影響を五月革命に与えたとされる。アルチュセールの生徒たちは青年共産主義マルクスレーニン連盟（UJC(ml))を結成。革命中、大学やストリートで活発に活動する。

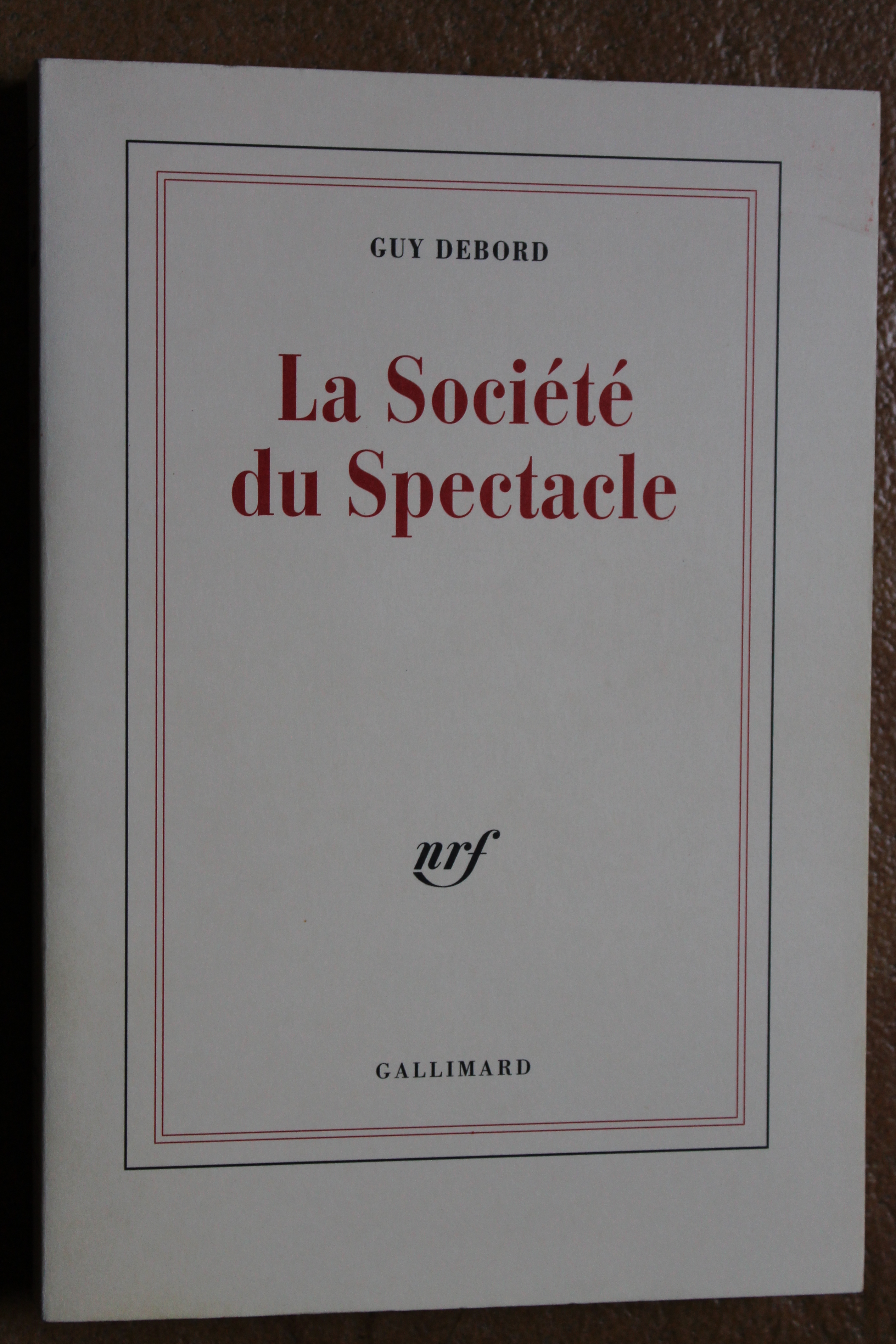
ギ―・ドゥボールの著書「スペクタクルの社会」。この本は消費される商品と人間との関係性を分析し、五月革命に強い影響を与えた。

- ギ―・ドゥボールの著書「スペクタクルの社会」。この本は消費される商品と人間との関係性を分析し、五月革命に強い影響を与えた。ギー・ドゥボール＝左派系の詩人、映像作家、著述家。ドゥボールもまた五月革命に強い影響を与えた一人だった。彼はその著書「スペクタクルの社会」（1967）のなかで、新しい市民社会はスペクタクル（光景、ショー）化する商品を通じて人間疎外をうむことを指摘した。商品の語る真実っぽさ（スペクタクル）に囲まれ、個人そのものは商品のなかに解消されてしまう。このようなスペクタクルとリアルの境界を線引きすることが難しい状況が消費社会なのであり、それは新しい「状況」をつくることによって批判されなくてはならない（「状況主義」）。ドゥボールの提示したテーゼは68年を経て、いま現在のコンピューター情報社会を鋭く言いあらわしている。

- 1968年当時、パリ、エコール・ド・ボザールの准教授だったブルーノ・ケサンヌは高揚をまじえながら、五月革命について以下のように述べている[19]。

## 騒動後のフランス国内

### 70年代パンク・ムーブメント

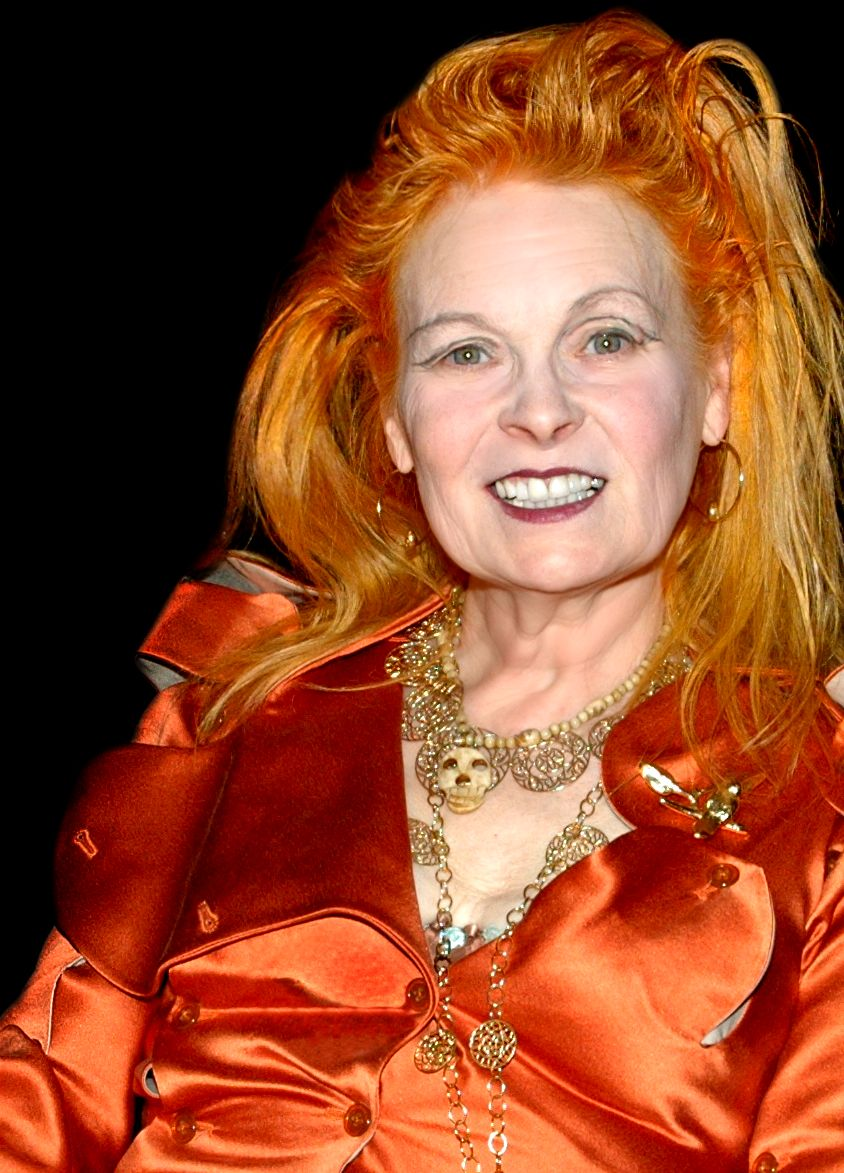
英国人デザイナーのヴィヴィアン・ウエストウッド。ロンドン・パンクはファッションに大きな影響を与えた。とくにセックス・ピストルズとヴィヴィアン・ウエストウッドのファッションは衝撃的で、当時産業ロックなどで停滞していたロック界や、ファッション界に新たなる風をもたらした。

五月革命からしばらくのちの1970年代中盤に入ると、アメリカやイギリスのユースカルチャーの世界に「パンク」が登場する。パンクはアナーキズム、左翼、ダダ、ニヒリズムなどの傾向があり、権力に対する挑戦、不満、退屈によるストレスの爆発、DIY精神など、その精神そのものは五月革命と通底するところがある。もっともパンクは音楽であり、国家機能を停止させ、政府と直接的な政治交渉をするほどの集合的な力は生みださず、ある局所的なムーブメントであった。つまりファッションとしてのヴィジュアル面の影響が強く、真似しやすく、記号としての流通が簡単にできた。そのため政治思想としての反映ではなく、パンク・ファッション的が、おおくのデザイナーにインスピレーションを与えることとなった。マルコム・マクラレーンと組んでブティック「SEX」のデザイナーをし、セックス・ピストルズの衣装を手がけた英国のヴィヴィアン・ウエストウッドは億万長者になった後も、保守党のキャメロンに激しい抗議行動をおこなったり、緑の党を支持したりした。
レゲエやヒップホップの流行も起きた。米ソ冷戦構造下で発生したパンク革命は、資本主義社会体制下で実現が難しい、永遠の憧れとしての革命、実現しないユートピアへの憧れの側面が強かった。
パンクはアナーキストになりたい―（I wanna be anarchist（Anarchy in the UK-The Sex Pistols））若者だったが、五月革命の学生や知識人も社会主義に憧れを抱き、叶わぬユートピア実現のために戦ったのである。

### セックス革命とアンチセックス

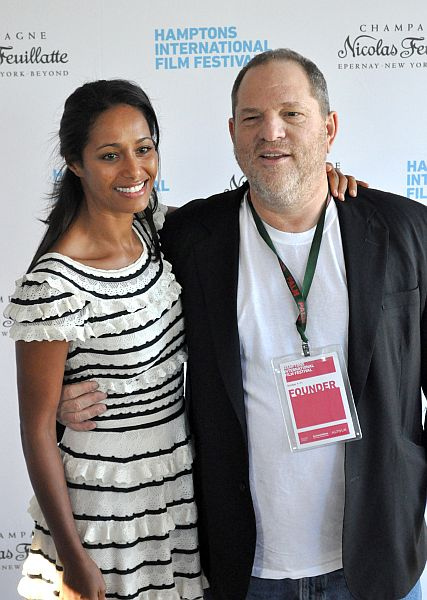
映画プロデューサーのハーヴェイ・ワインスタイン。有名プロデューサーのハーヴェイ・ワインシュタインは、女性へのセクハラやレイプを繰り返していた。権力をカサに着たその手口はMe Too運動によって告発され、厳しく非難され追放された。

68年当時、欧米においても性そのものは現在より抑圧されており、性表現や性関係は比較的につつましやかなものだった。聖書の価値観、キリスト教の教義では、婚前性交渉、婚外性交渉(不倫)、同性愛は罪であるからだ。ヒッピーのフリーラブスピリットや五月革命などの対抗文化を受けて性はより広範にわたって「表現されるもの」となり、映画、小説、文学、舞踏、アニメ、ゲームなどのカルチャーを通じて一般にひろまり、身体意識の高まりを生むこととなった。また避妊具の発展、ファッションの簡易化、下着化、性映像の情報化、パーソナルメディアの発達とともに異性間での性交渉も日常に解放され、現在に至っている。一方で60年代の左翼的ウーマンリブとは正反対の、新しい規制を良しとする保守的フェミニストは性が搾取されるものと主張した。これは右派政治家と一致していた。また一方、対象となる女性の人権を無視した「セクハラ」はMe too運動のような新しいカウンター運動を生んだ。

### 文化大革命の実態報道
当時フランスで盛り上がった「毛沢東への憧れ」はやがて文化大革命の実情が明らかになるにつれて、「毛沢東への幻滅」へとかわった。文化大革命とは「下からの革命」ではなく、毛沢東の権力闘争に利用された「上からの革命」であり、それは五月革命が志向した精神とはかけ離れたところにあった。
また、ベトナムと同じフランスの植民地であったカンボジアからの留学生であるポル・ポトらによって結成されたクメール・ルージュが文化大革命の影響を受けて築いた民主カンプチアで行ったその徹底的な重農主義・農本主義による恐怖政治と大量虐殺も報じられ、ディストピアをもたらした毛沢東主義者は大粛清を行ったスターリニストと同列視されることとなった。反帝国主義に固執してポル・ポト派を擁護して名声を失った有名な弁護士ジャック・ヴェルジェスはその後のフランス社会では、独裁者と戦争犯罪人やテロリストなどの弁護も請け負ったことで「悪魔の弁護人」「恐怖の弁護士」と蔑まれるようになった。

### サブカルチャーの流行
サブカルチャーはマンガ、アニメだけでなく、ヘヴィメタルなどのロックや麻薬、フリーセックスもふくまれた。キリスト教の影響が強い欧米社会において、セックス革命というのは「社会の世俗化（vulgar）」を意味する。キリスト教（とくにカトリック）や、キリスト教原理主義者はその教義のなかで「中絶」、「同性愛」を厳しく戒めてきた。なお中絶禁止は聖書には書かれていない。いまだ性をマイナス・イメージでとらえる信者も多い。したがって、このような社会の「世俗化」は、保守派の眉を顰めさせるような出来ごとであり、従来の価値を愛する保守の市民の根強い反発もある。くわえてサブカルチャーと結びついた麻薬やセックスの自由は、「中毒」や「依存症」になる危険もある。革命以後、アメリカのみならず、ヨーロッパも革新と保守の乖離の問題を抱えることとなった。

### パリ五月革命と黄色いベスト運動
フランスはデモが多い国である。パリ五月革命は成功したストライキであり、フランス大衆のあいだでストライキが多く発生するようになった。五月革命という成功体験で市民はその再現を望むようになった。フランス社会は個人の自由や尊厳が尊重される社会となった。パリ五月革命の精神は、ネオ・リベラリストのマクロンに反対する「黄色いベスト運動」に、引き継がれている。

## 参考図書
- ミシェル・ヴィノック『フランス政治危機の100年-パリ・コミューンから1968年5月まで』大嶋厚訳、吉田書店、2018年（第8章「一九六八年五月」参照）

## 五月革命に関連した映画
- 『中国女』（1967年）－ジャン＝リュック・ゴダール
- 『あたりまえの映画』（1968年） - ジガ・ヴェルトフ集団
- 『万事快調』（1968年） - ジガ・ヴェルトフ集団（ジャン=リュック・ゴダール、ジャン=ピエール・ゴランの合作）
- 『たのしい知識』(ジャン=リュック・ゴダール/1968)
- 『五月のミル』（1989年） - 五月危機に大きな影響を与えたカンヌ国際映画祭粉砕事件の当事者の一人、ルイ・マル監督作品。パリの混乱の影響で物価が高騰し、社会が完全に麻痺したために、母親の葬儀と埋葬を一切全部自分でやる羽目になった中年男の話。
- 『ドリーマーズ』（2003年） - ベルナルド・ベルトルッチ監督
- 『恋人たちの失われた革命（英語版）』（2005年） - フィリップ・ガレル監督
- 『コクリコ坂から』（2011年） - アニメ・宮崎吾朗監督、スタジオジブリ作品。直接は描かれないが「カルチェラタン」が登場し、その保存が論議される（アニメオリジナル[21]）。五月革命はライトモチーフとなっていることがうかがえる。